# Менхит
Менхит (егип. MnḤjt) — первоначально была иноземной богиней войны в древнеегипетской мифологии. В её имени заключён воинственный статус, что может связывать богиню с убийствами.

## Мифология
Львицы в Египте ассоциировались с охотой и агрессией, поэтому всё, что было связано с военными действиями, имело прямое отношение ко львам. В этом случае Менхит не стала исключением и её изображали как богиню-львицу.
Менхит также считалась предводительницей египетской армии, которая боролась с врагами, сокрушая их огненными стрелами. Подобные действия делали её похожей на других божеств войны. В меньшей степени она была известной как богиня корон.
В 3-м номе Верхнего Египта, в культовом центре богини Латополе (Эсна), Менхит считалась супругой Хнума и матерью Хека.
В центре её культа, у южной границы Верхнего Египта, Менхит стали отождествлять с Сехмет, которая изначально была львиноголовой богиней войны в Верхнем Египте. После объединения двух египетских царств, Менхит стала рассматриваться как форма богини Сехмет.